# Казабјанка (Асти)
Казабјанка (итал. Casabianca) је насеље у Италији у округу Асти, региону Пијемонт.
Према процени из 2011. у насељу је живело 69 становника. Насеље се налази на надморској висини од 214 м.